# Lijst van afleveringen van Twin Peaks
Dit is een lijst met afleveringen van de Amerikaanse televisieserie Twin Peaks. De serie telt 3 seizoenen. Een overzicht van alle afleveringen is hieronder te vinden.

## Seizoen 1
| Nr. | Titel aflevering                    | Uitzenddatum VS |
| --- | ----------------------------------- | --------------- |
| 1   | Pilot                               | 8 april 1990    |
| 2   | Traces to Nowhere                   | 12 april 1990   |
| 3   | Zen, or the Skill to Catch a Killer | 19 april 1990   |
| 4   | Rest in Pain                        | 26 april 1990   |
| 5   | The One-Armed Man                   | 3 mei 1990      |
| 6   | Cooper's Dreams                     | 17 mei 1990     |
| 7   | Realization Time                    | 17 mei 1990     |
| 8   | The Last Evening                    | 23 mei 1990     |

## Seizoen 2
| Nr. | Titel aflevering            | Uitzenddatum VS   |
| --- | --------------------------- | ----------------- |
| 1   | May the Giant Be with You   | 30 september 1990 |
| 2   | Coma                        | 6 oktober 1990    |
| 3   | The Man Behind the Glass    | 13 oktober 1990   |
| 4   | Laura's Secret Diary        | 20 oktober 1990   |
| 5   | The Orchid's Curse          | 27 oktober 1990   |
| 6   | Demons                      | 3 november 1990   |
| 7   | Lonely Souls                | 10 november 1990  |
| 8   | Drive with a Dead Girl      | 17 november 1990  |
| 9   | Arbitrary Law               | 1 december 1990   |
| 10  | Dispute Between Brothers    | 8 december 1990   |
| 11  | Masked Ball                 | 15 december 1990  |
| 12  | The Black Widow             | 12 januari 1991   |
| 13  | Checkmate                   | 19 januari 1991   |
| 14  | Double Play                 | 2 februari 1991   |
| 15  | Slaves and Masters          | 9 februari 1991   |
| 16  | The Condemned Woman         | 16 februari 1991  |
| 17  | Wounds and Scars            | 28 maart 1991     |
| 18  | On the Wings of Love        | 4 april 1991      |
| 19  | Variations on Relations     | 11 april 1991     |
| 20  | The Path to the Black Lodge | 18 april 1991     |
| 21  | Miss Twin Peaks             | 10 juni 1991      |
| 22  | Beyond Life and Death       | 10 juni 1991      |

## Seizoen 3
| Nr. | Titel aflevering                          | Uitzenddatum VS  |
| --- | ----------------------------------------- | ---------------- |
| 1   | My log has a message for you              | 21 mei 2017      |
| 2   | The stars turn and a time presents itself | 21 mei 2017      |
| 3   | Call for help                             | 28 mei 2017      |
| 4   | …brings back some memories                | 28 mei 2017      |
| 5   | Case files                                | 4 juni 2017      |
| 6   | Don’t die                                 | 11 juni 2017     |
| 7   | There’s a body all right                  | 18 juni 2017     |
| 8   | Gotta light?                              | 25 juni 2017     |
| 9   | This is the chair                         | 9 juli 2017      |
| 10  | Laura is the one                          | 16 juli 2017     |
| 11  | There’s fire where you are going          | 23 juli 2017     |
| 12  | Let’s rock                                | 30 juli 2017     |
| 13  | What story is that, Charlie?              | 6 augustus 2017  |
| 14  | We are like the dreamer                   | 13 augustus 2017 |
| 15  | There’s some fear in letting go           | 20 augustus 2017 |
| 16  | No knock, no doorbell                     | 27 augustus 2017 |
| 17  | The past dictates the future              | 3 september 2017 |
| 18  | What is your name?                        | 3 september 2017 |